# Abattis Evrard
L'Abattis Evrard est un site classé monument historique en Guyane, localisé sur le territoire de la ville de Remire-Montjoly. C'est là que sur des parois rocheuses a été faite la seconde découverte pour la Guyane d'un type particulier de pétroglyphes préhistoriques amérindiens. 

## Pétroglyphes
Celui qui a le plus attiré l'attention est une tête de 15x20 cm aux grands yeux qui semblent regarder le ciel. Ces yeux sont ronds et fendus d'un trait évoquant les paupières. La tête est gravée sur un angle rocheux (ce qui lui donne du volume). L'auteur a représenté les sourcils qui rejoignent le contour d'un nez non régulier et triangulaire sous lequel est gravé une grande bouche presque rectangulaire (formée de deux rectangles concentriques) ; les incisions sont très marquées (larges et profondes) hormis deux lignes marquant le tour du bas du visage qui ont été faits par raclage.

## Intérêt scientifique
L'étude des techniques de gravures et la comparaison de ces pétrographes avec d'autres également trouvés en Guyane ou à proximité ont apporté des éléments susceptibles d'éclairer les cultures et mythologies locales anciennes. Elles ont aussi permis de définir des périodes historiques de réalisation marquées par l'utilisation de techniques différentes (gravure piquetée ou incisée dans la roche, polie ou non). 
En 2001, A Gilbert & E Gassies de la DRAC de Guyane estimaient que l'évolution de ces techniques de gravure semble mener à « l'élaboration d'un style régional auquel s'identifieraient les pétroglyphes de la période la plus tardive »..

## Protection administrative
Le monument est inscrit monument historique par arrêté du 8 mars 2002.